# Fluks (metalurgija)
U metalurgiji, fluks je hemijski redukujući agens, utečnjavajuće sredstvo ili prečišćavajuće sredstvo. Fluksovi mogu istovremeno imati više od jedne funkcije. Oni se koriste u ekstraktivnoj metalurgiji i u spajanju metala.
Neki od najranijih poznatih fluksova bili su natrijum karbonat, potaša, drvni ugalj, koks, boraks, kreč, olovo sulfid i određeni minerali koji sadrže fosfor. Gvozdena ruda je takođe korišćena kao fluks u topljenju bakra. Ovi agensi su imali različite funkcije, a najjednostavniji je bio redukcioni agens, koji je sprečavao stvaranje oksida na površini rastopljenog metala, dok su drugi apsorbovali nečistoće u šljaku, koja je mogla da se ostruže sa rastopljenog metala.
Fluksovi se takođe koriste u livnicama za uklanjanje nečistoća iz rastopljenih obojenih metala kao što je aluminijum, ili za dodavanje poželjnih elemenata u tragovima kao što je titanijum.
Kao redukcioni agensi, fluksovi olakšavaju lemljenje, braziranje i zavarivanje uklanjanjem oksidacije sa metala koji se spajaju. U nekim primenama rastopljeni fluks takođe služi kao medijum za prenos toplote, olakšavajući zagrevanje spoja pomoću alata za lemljenje.

## Spoljašnje veze
- MetalShapers.Org Tips & Tricks from the Pros: ''Aluminum Welding" (includes Filler Metal chart)
- Solder Fume and You